# A vén tengerész
A vén tengerész (portugál címe Os velhos marinheiros ou a completa verdade sobre as discutidas aventuras do comandante Vasco Moscoso de Aragão, capitão-de-longo-curso) Jorge Amado brazil író 1961-ben megjelent modernista regénye. Témája a mítosz és a valóság konfliktusa, a mítoszok születése és jelentősége.

## Keletkezés
Amado 1961 elején, Rio de Janeiroban írta A vén tengerészt, és egy másik regénnyel, a Vízordító három halálával (A Morte e a Morte de Quincas Berro d'Água, 1959) együtt jelent meg egy kötetben (Duas histórias do cais da Bahia). Amadót ugyanabban az évben a Brazil Szépirodalmi Akadémia tagjává választották.
A vén tengerész mára több, mint ötven kiadást ért meg, és számos nyelvre lefordították. Magyar nyelven 1963-ban jelent meg az Európa Könyvkiadónál, Szalay Sándor fordításában. Mind portugálul, mind fordításban legtöbbször a Vízordító három halálával egy könyvben adják ki, ritka az önálló kötet.
Megfilmesített változata (O Duelo) 2015-ben került a mozikba. Rendezője Marcos Jorge, a két főszereplőt Joaquim de Almeida és José Wilker játszotta.

## Cselekmény
A cselekmény az 1920-as évek közepén játszódik, és egy megbízhatatlan narrátor meséli el, aki maga is csak hallomásból ismeri a történetet.
Vasco Moscoso de Aragão hajóskapitány felhagy a hajózással és Periperiben (ma Salvador da Bahia egyik külvárosa) vásárol házat, hogy ott töltse nyugdíjas éveit. Az álmos városka lakóit elkápráztatja a hajózásról szőtt meséivel, tengeri és szerelmi kalandjainak történeteivel, navigációs műszereinek gyűjteményével. Vasco hamarosan Periperi egyik legbefolyásosabb és legnagyobb tiszteletnek örvendő polgára lesz.
Azonban nem mindenki szíveli. Chico Pacheco, egy idősödő ügyvéd nem állhatja, hogy Vasco a figyelem középpontjában van, és elhatározza, hogy lejáratja. Miután körbeérdeklődik Salvadorban, kijelenti, hogy Vasco egy végzettség nélküli szélhámos, aki egész életében léha, bohém életet élt, eltékozolva a családi vagyont. Hajóvezetői engedélyét és kitüntetéseit csalással szerezte, hogy ezekkel is saját hiúságát legyezgesse.
A városka két táborra szakad: egyesek Vasco Moscoso, mások Chico Pacheco pártjára állnak. A narrátor nem foglal állást, és maga az olvasó sem igazán tudja, hogy a kettő közül melyik változat az igaz, bár mind több jel mutat arra, hogy Vasco valóban egy csaló.
A történet új fordulatot vesz, mikor egy Ita (brazil part menti hajó) kapitánya hirtelen elhuny, és a bahiai Parti Hajózási Társaság más lehetőség hiányában felkéri Vascót, hogy parancsnokként vezesse el az Itát Salvadorból Belémbe (bárhogyan is szerezte meg címét, szerepel a Társaság listáján). A kapitány beleegyezik, de az út során a teendők nagy részét a másodtisztre bízza. Belémbe érve azonban már nem tudja megkerülni a munkáját, és mikor a kikötésről kell rendelkezzen, megparancsolja, hogy a hajót az összes kötéllel és tartóvassal rögzítsék. Az Ita és a kikötő személyzete is jót derül ezen a példátlan ostobaságon, és már mindenki biztosra veszi, hogy az ember egy szélhámos. Vasco megszégyenülten elmenekül, és egy külvárosi fogadóban húzza meg magát.
Azon az éjszakán azonban sosem látott vihar csap le Belémre, a város nagy része elpusztul, az Amazonas megárad, a kikötött hajók pedig elszabadulnak és eltűnnek vagy tönkremennek. Az egyetlen hajó, amely átvészeli az ítéletidőt, az Vasco Moscoso Itája. Az „előrelátó” kapitányt hősként ünneplik, díszoklevelet és emlékérmet kap, és már egykori kritikusai (Chico Pachecót kivéve) sem kételkednek meséiben.

## Magyar kiadás
- A vén tengerész; fordította: Szalay Sándor; Európa Kiadó, Budapest, 1963

## Konklúzió
A regény témája az álomszerű mítosz és a szürke valóság konfliktusa, a mesék születése és jelentősége. Amado a mítosz pártját fogja, és a könyv végén maga a narrátor vonja le a következtetést: egy történetnek, állításnak nem is annyira a valóságtartalma fontos, hanem inkább az, hogy mennyire van pozitív hatással az emberiségre. A társadalmat nem a Chico Pachecók, hanem a Vasco Moscosók viszik előre:
Como se elevou o homem em sua caminhada pelo mundo: através do dia-a-dia de misérias e futricas, ou pelo livre sonho, sem fronteiras nem limitações? Quem levou Vasco da Gama e Colombo ao convés das caravelas? Quem dirige as mãos dos sábios a mover as alavancas na partida dos seputniques, criando novas estrelas e uma lua nova no céu desse subúrbio do universo? Onde está a verdade, respondam-me por favor: na pequena realidade de cada um ou no imenso sonho humano? (...) Quem a conduz pelo mundo afora, iluminando o caminho do homem? O Meritíssimo Juiz ou o paupérrimo poeta?